# Sainte-Geneviève (Sena Marítimo)
Sainte-Geneviève é uma comuna francesa na região administrativa da Normandia, no departamento de Sena Marítimo. Estende-se por uma área de 14,06 km². Em 2010 a comuna tinha 274 habitantes (densidade: 19,5 hab./km²).